# Eishockey-Eredivisie (Belgien) 2003/04
Die Saison 2003/04 war die 84. Spielzeit der Eredivisie, der höchsten belgischen Eishockeyspielklasse. Meister wurde zum insgesamt elften Mal in der Vereinsgeschichte Olympia Heist op den Berg.

## Modus
Die fünf belgischen Erstligisten nahmen in dieser Spielzeit am Coupe des Plats Pays teil, der gleichzeitig als Hauptrunde der Eredivisie galt. Die vier bestplatzierten belgischen Mannschaften des Coupe des Plats Pays qualifizierten sich für die Eredivisie-Playoffs, in denen der Meister ausgespielt wurde.

## Playoffs

### Halbfinale
- Phantoms Deurne – White Caps Turnhout 1:2 (8:2, 4:5 n. V., 4:5 n. V.)
- Olympia Heist op den Berg – Chiefs Leuven 3:1 (8:1, 4:6, 8:1, 5:4)

### Finale
- White Caps Turnhout – Olympia Heist op den Berg 0:2 (4:5, 0:6)